# Terminalia alata
Terminalia alata Heyne ex Roth, 1821 è una pianta appartenente alla famiglia delle Combretaceae, diffusa nell'Asia meridionale e sudorientale, in India, Nepal, Bangladesh, Birmania, Thailandia, Laos, Cambogia e Vietnam.

## Etimologia
Dalle popolazioni indigene vengono usati come nomi comuni: asna; saj o saaj; indian-laurel (inglese); marutham (tamil); matti (kannada); ain (marathi); taukkyan (birmana); sadar, matti o marda (hindi); asana (sinagalese); e casualmente corteccia di coccodrillo per il caratteristico motivo della corteccia.

## Descrizione

### Fusto

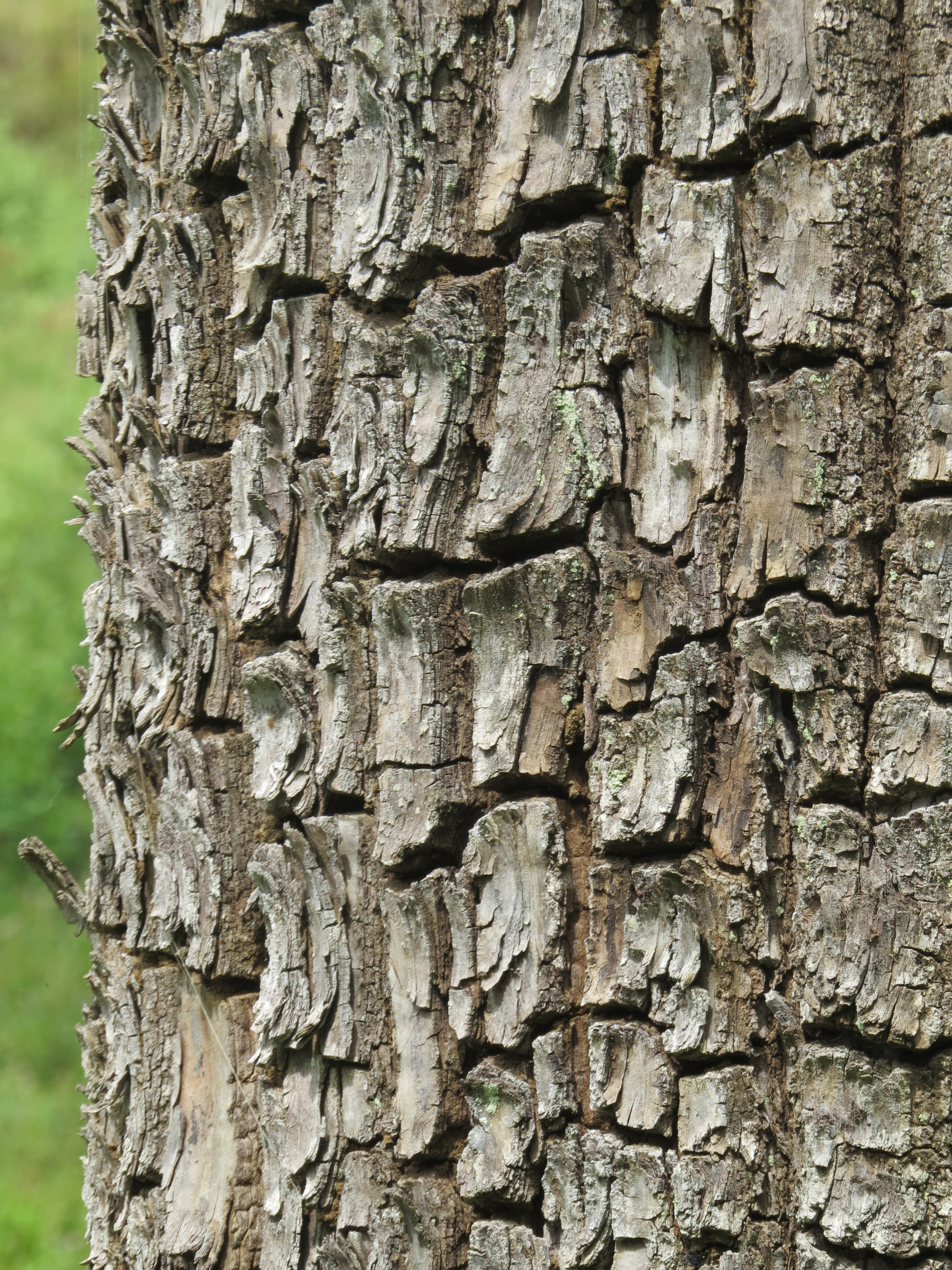
Corteccia di Terminalia alata

T. alata è una grande pianta, con corteccia resistente al fuoco, che può raggiungere i 30 m di altezza e 1 m di diametro. Il legno è grossolano, a grana abbastanza diritta, di colore che varia da opaco a un po' lucente ed è privo di odore o sapore. Il durame varia da marrone chiaro con poche macchie a marrone scuro o nero brunastro e figurato con striature più scure. L'alburno è bianco rossastro e nettamente differenziato. Il durame è moderatamente durevole e l'alburno è soggetto all'attacco del coleottero della polvere.

### Foglie

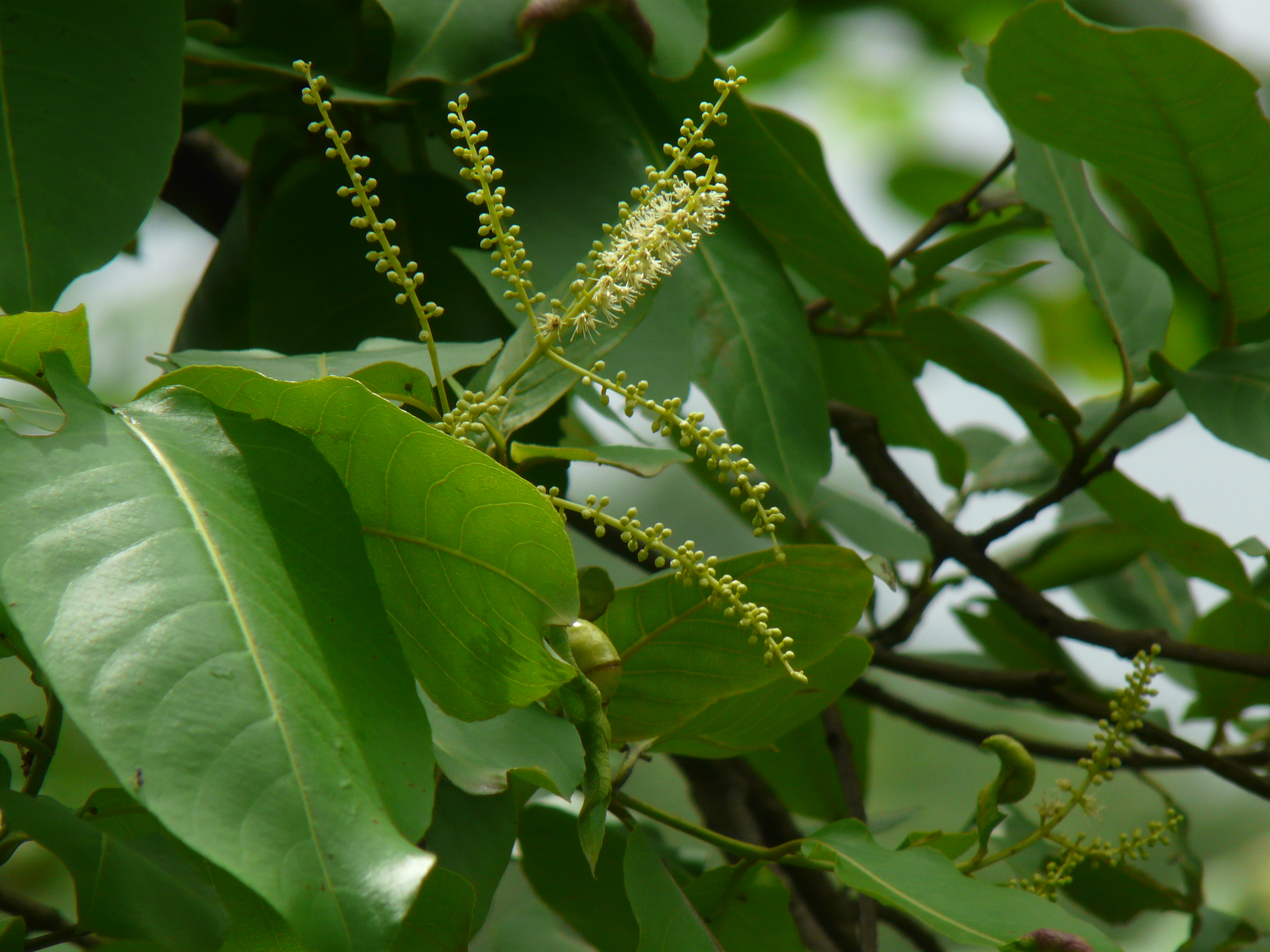
Foglie e fiori

Le foglie fanno parte dell'alimentazione del Bombyx mori (baco da seta) che produce la seta nappata (Tussah), una forma di seta selvatica commercialmente importante.

### Frutti
Il frutto è ovoidale, lungo 3 cm, con cinque ali che non si estendono oltre l'apice dello stesso.

## Distribuzione e habitat
T. alata è diffusa in Asia meridionale e sudorientale, India, Nepal, Bangladesh, Birmania, Thailandia, Laos, Cambogia e Vietnam. È una parte importante delle foreste decidue secche e umide dell'India meridionale fino a 1000 m s.l.m..
Al di fuori del suo areale originario, viene coltivata nella Cina meridionale.

## Tassonomia

### Varietà
La varietà Terminalia tomentosa si distingue per il fatto che è in grado di immagazzinare acqua nella stagione secca. Questo immagazzinamento produce un aumento della circonferenza del tronco, analizzata e dimostrata in un'indagine condotta al parco nazionale di Bandipur; tuttavia questo meccanismo e il significato ecofisiologico di questo stoccaggio non sono noti.

### Sinonimi
Questa specie è riconosciuta con i seguenti sinonimi:
- Pentaptera cuneata DC.
- Pentaptera macrocarpa Wall.
- Pentaptera maradu G. Don
- Terminalia densiflora Craib
- Terminalia elliptica Willd.
- Terminalia macrocarpa Steud.
- Terminalia maradu Buch.-Ham. ex G. Don
- Terminalia ovata Rottler ex C.B.Clarke

## Usi
Per le sue caratteristiche, il legno ricavato da questa specie viene utilizzato per mobili, ebanisteria, falegnameria, pannelli, articoli speciali, costruzione di barche, traverse ferroviarie (trattate), impiallacciature decorative e per strumenti musicali (ad esempio per la tastiera della chitarra).
Dalla corteccia viene estratto l’acido ossalico, inoltre viene usata in medicina contro la diarrea. La corteccia e specialmente il frutto producono pirogallolo e pirocatecolo che vengono utilizzati come coloranti per tingere e conciare la pelle.
L'acqua immagazzinata nello stelo è spesso sfruttata e utilizzata come fonte di acqua potabile in estate dalla popolazione del luogo; inoltre si pensa anche che abbia un valore curativo per i dolori di stomaco.

## Riferimenti nella cultura
Nel buddhismo theravāda, si narra che un albero di questo tipo sia stato usato come albero per raggiungere l'illuminazione (bodhi) dal ventesimo buddha chiamato "Tissa - තිස්ස" (altri libri di testo identificano tale albero come l'Azadirachta indica).